# The Dragon Family
Pour plus de détails, voir Fiche technique et Distribution.
The Dragon Family (龍之家族, Long zhi jia zu) est un film d'action hongkongais réalisé par Liu Chia-yung et sorti en 1988 à Hong Kong.
Il totalise 14 278 705 HK$ de recettes au box-office.

## Synopsis
Lorsque le chef d'un groupe de quatre familles de triades décide d'entrer dans la légalité et d'arrêter le trafic de drogue, trois d'entre elles le suivent, mais la quatrième décide de poursuivre ses activités illégales et enlève le fils du chef. Les règlements de comptes provoquent la mort de toute la famille du chef hormis ses trois fils et sa femme fragile. Il appartient désormais à ses fils restants de se venger des traîtres.

## Fiche technique
- Titre : The Dragon Family
- Titre original : 龍之家族 (Long zhi jia zu)
- Réalisation : Liu Chia-yung
- Scénario : Eddie Chan et Yuen Kai-chi
- Photographie : Jimmy Leung
- Montage : Wong Wing-ming
- Musique : Joseph Chan
- Production : Wallace Cheung
- Société de production : Movie Impact
- Pays de production :  Hong Kong
- Langue originale : cantonais
- Format : couleur
- Genre : action
- Durée : 88 minutes
- Dates de sortie :
  - Taïwan : 18 août 1988
  - Hong Kong : 25 août 1988
  - Corée du Sud : 30 septembre 1989

## Distribution
- Andy Lau : Lung Ka-wah
- Alan Tam : Allan
- Max Mok : Lung Ka-chung
- Norman Chu : Chui
- Kent Cheng : Oncle Po
- Kent Tong : Lung Ka-yip
- Michael Miu : Lung Ka-wai
- Kara Hui : la femme de Wai
- Cheung Kwok-keung : Lung Ka-keung
- Stanley Fung : le sergent Fung
- William Ho : Kui
- Ko Chun-hsiung : Lung Ying
- Chiao Chiao : la femme de Ying
- Ku Feng : Loup blanc
- Liu Chia-yung : Sik
- Shing Fui-on : Bill
- Charlie Cho (en)
- Lo Hung : Lo Sei
- Bak Man-biu (en) : Lo Sam
- Blackie Ko : le chauffeur de la voiture rouge qui sauve Wah
- Phillip Ko : un homme de Tsui
- Tony Tam : un homme de Tsui
- Ridley Tsui : un homme de Tsui
- Thomas Sin : un homme de Tsui
- Eddie Chan : un homme de Tsui
- Chang Sing-kwong : un homme de Tsui